# 12052 Aretaon
A 12052 Aretaon (ideiglenes jelöléssel 1997 JB16) egy kisbolygó a Naprendszerben. Eric Walter Elst fedezte fel 1997. május 3-án.